# 羅辛鎮區 (明尼蘇達州莫里森縣)
羅辛鎮區（英語：Rosing Township）是位於美國明尼蘇達州莫里森縣的一個行政鎮區。

## 地方資料
羅辛鎮區的面積為49.97平方千米，當中陸地面積為47.05平方千米，而水域面積為2.92平方千米。根據2020年美國人口普查的數據，當地共有人口219人，而人口密度為每平方千米4.38人。